# Lumpy Gravy
Lumpy Gravy é o primeiro disco solo de Frank Zappa, lançado em 1968. O conceito do disco começou a ser trabalhado em 1966 quando um produtor chamado Nick Venet deu à Zappa a oportunidade de gravar um disco de música orquestrada.
Foi originalmente feito para a Capitol Records numa versão muito diferente, lançada eventualmente no formato de cartucho, mas a MGM Records se recusou a permitir que o disco fosse lançado. Essa versão era totalmente orquestrada. De acordo com Zappa, a versão da Capitol de Lumpy Gravy é um dos seus lançamentos mais raros - se não o mais raro de todos.
Para que o disco pudesse chegar aos ouvintes, Zappa o reeditou e entregou uma versão completamente diferente para a MGM. O produto final consiste em peças musicais intercaladas com diálogos surreais gravados dentro de um piano.
O disco foi lançado depois de We're Only in It for the Money, disco do Mothers of Invention, e contêm algumas conexões temáticas com ele; na contra-capa, há uma foto de Frank com um balão de texto, "Essa é a fase 2 de We're Only in It for the Money?", e o disco encerra com uma versão diferente de "Take Your Clothes Off When Your Dance".
Foi feita uma mixagem alternativa do disco, com overdubs de bateria por Chad Wackerman, e overdubs de baixo por Arthur Barrow. Nunca foi lançado oficialmente na íntegra, mas uma parte foi lançada no box set Old Masters.

## Faixas

### Lado 1
1. "Lumpy Gravy, Part One" – 15:48
  - "The Way I See It, Barry"
  - "Duodenum"
  - "Oh No"
  - "Bit Of Nostalgia"
  - "It's From Kansas"
  - "Bored Out 90 Over"
  - "Almost Chinese"
  - "Switching Girls"
  - "Oh No Again"
  - "At the Gas Station"
  - "Another Pickup"
  - "I Don't Know If I Can Go Through This Again"

### Lado 2
1. "Lumpy Gravy, Part Two" – 15:51
  - "Very Distraughtening"
  - "White Ugliness"
  - "Amen"
  - "Just One More Time"
  - "A Vicious Circle"
  - "King Kong"
  - "Drums Are Too Noisy"
  - "Kangaroos"
  - "Envelops the Bath Tub"
  - "Take Your Clothes Off"

## Músicos
- Frank Zappa - guitarra, teclado, vocal
- All Nite John - coro
- John Balkin - baixo
- Dick Barber - vocal
- Arnold Belnick - cordas
- Harold Bemko - cordas
- Chuck Berghofer - baixo
- Jimmy Carl Black - percussão, bateria, coro
- Jimmy Bond - baixo
- Bruce - coro
- Dennis Budimir - guitarra
- Frank Capp - bateria
- Donald Christlieb - sopros
- Gene Cipriano - sopros
- Eric Clapton - guitarra
- Vincent DeRosa - metais
- Joseph DiFiore - cordas
- Jesse Ehrlich - cordas
- Alan Estes - percussão, bateria
- Gene Estes - percussão
- Roy Estrada - baixo, vocal
- Larry Fanoga - vocal, coro
- Victor Feldman - percussão, bateria
- Bunk Gardner - sopros
- James Getzoff - cordas
- Gilly - coro
- Philip Goldberg - cordas
- John Guerin - bateria
- Jimmy "Senyah" Haynes - guitarra
- Harry Hyams - cordas
- J.K. - coro
- Jules Jacob - sopros
- Pete Jolly - piano, celeste, harpa, teclado
- Ray Kelly - cordas
- Jerome Kessler - cordas
- Alexander Koltun - cordas
- Bernard Kundell - cordas
- William Kurasch - cordas
- Michael Lang - piano, celeste, harpa, teclado
- Arthur Maebe - metais
- Leonard Malarsky - cordas
- Shelly Manne - bateria
- Lincoln Mayorga - piano, celeste, harpa, teclado
- Euclid James "Motorhead" Sherwood - coro
- Ted Nash - sopros
- Patrick O'Hearn - baixo, sopros
- Richard Parissi - metais
- Don Preston - baixo, teclados
- Pumpkin - coro
- Jerome Reisler - cordas
- Emil Richards - percussão
- Tony Rizzi - guitarra
- Ronnie - chorus
- John Rotella - percussão, sopros
- Joseph Saxon - cordas
- Ralph Schaeffer - cordas
- Leonard Selic - cordas
- Kenny Shroyer - trombone
- Paul Smith - piano, celeste, harpa, teclaod
- Tommy Tedesco - guitarra
- Al Viola - guitarra
- Bob West - baixo
- Ronny Williams
- Tibor Zelig - cordas
- Jimmy Zito - trompete

## Produção
- Produtor: Frank Zappa
- Engenheiro de som: Gary Kellgren
- Remixagem: Bob Stone
- Arranjos: Frank Zappa

## Posições
Álbum - Billboard (EUA)
| Ano  | Parada     | Posição |
| ---- | ---------- | ------- |
| 1968 | Pop Albums | 159     |